# Kunratice (ort i Tjeckien, Liberec)
Kunratice är en ort i Tjeckien.   Den ligger i regionen Liberec, i den norra delen av landet, 100 km norr om huvudstaden Prag. Kunratice ligger 292 meter över havet och antalet invånare är 384.
Terrängen runt Kunratice är kuperad åt sydväst, men åt nordost är den platt.Runt Kunratice är det ganska tätbefolkat, med 93 invånare per kvadratkilometer. Närmaste större samhälle är Liberec, 17,3 km söder om Kunratice. Omgivningarna runt Kunratice är en mosaik av jordbruksmark och naturlig växtlighet.